# 大木製薬
大木製薬株式会社（おおきせいやく）は、東京都千代田区に本社を置く医薬品メーカー。

## 沿革
- 1658年（万治元年） - 大木五臓圓本舗として創業。
- 1912年（明治45年） - 応用製薬株式会社を設立。
- 1943年（昭和18年） - 大木製薬株式会社に社名変更。
- 1970年（昭和45年） - 大木製薬株式会社と株式会社大木に分離独立。

## 製品
- 大木五臓圓(ごぞうえん)
- パパーゼリー
- トリブラ
- 正官庄
- ウイルオフ

ほか

## 不祥事
2023年5月17日、ストラップ型やマグネット型など空間除菌剤「ウイルオフ」シリーズの3商品について「ウイルス除去率99％」などと根拠のない表示で空間除菌剤を販売したとして、消費者庁から景品表示法違反（優良誤認）で課徴金4655万円の納付を命じられた。消費者庁は裏付けとなる資料を求めたが、実生活での利用環境とは異なる閉鎖空間で実験したデータが提出されたため、合理的根拠がないと判断した。 同社はホームページで「命令を厳粛に受け止め、再発防止に努める。対象の商品は問題のない表示に変更している」とのコメントを公表した。